# Fliehburg (Woringen)
Die Fliehburg Woringen (auch Volksburg oder Volksfliehburg genannt) ist eine abgegangene Höhenburg auf dem Höhenzug des Kellerbergs (Schloßberg oder Burgösch) westlich von Woringen, im Landkreis Unterallgäu in Bayern.
Die Fliehburg ist rund 450 Meter lang und in drei Abschnitte gegliedert. Der Aufbau gleicht sehr der Fliehburg bei Ittelsburg auf dem Falken. Die Länge der einzelnen Wälle beträgt dabei 300, 175 und 75 Meter. An der Nordspitze befindet sich, abgetrennt durch einen tiefen Graben, ein Burgstall. Dieser steht jedoch in keinem Zusammenhang mit der eigentlichen Fliehburg. Die Fliehburg steht unter Denkmalschutz.

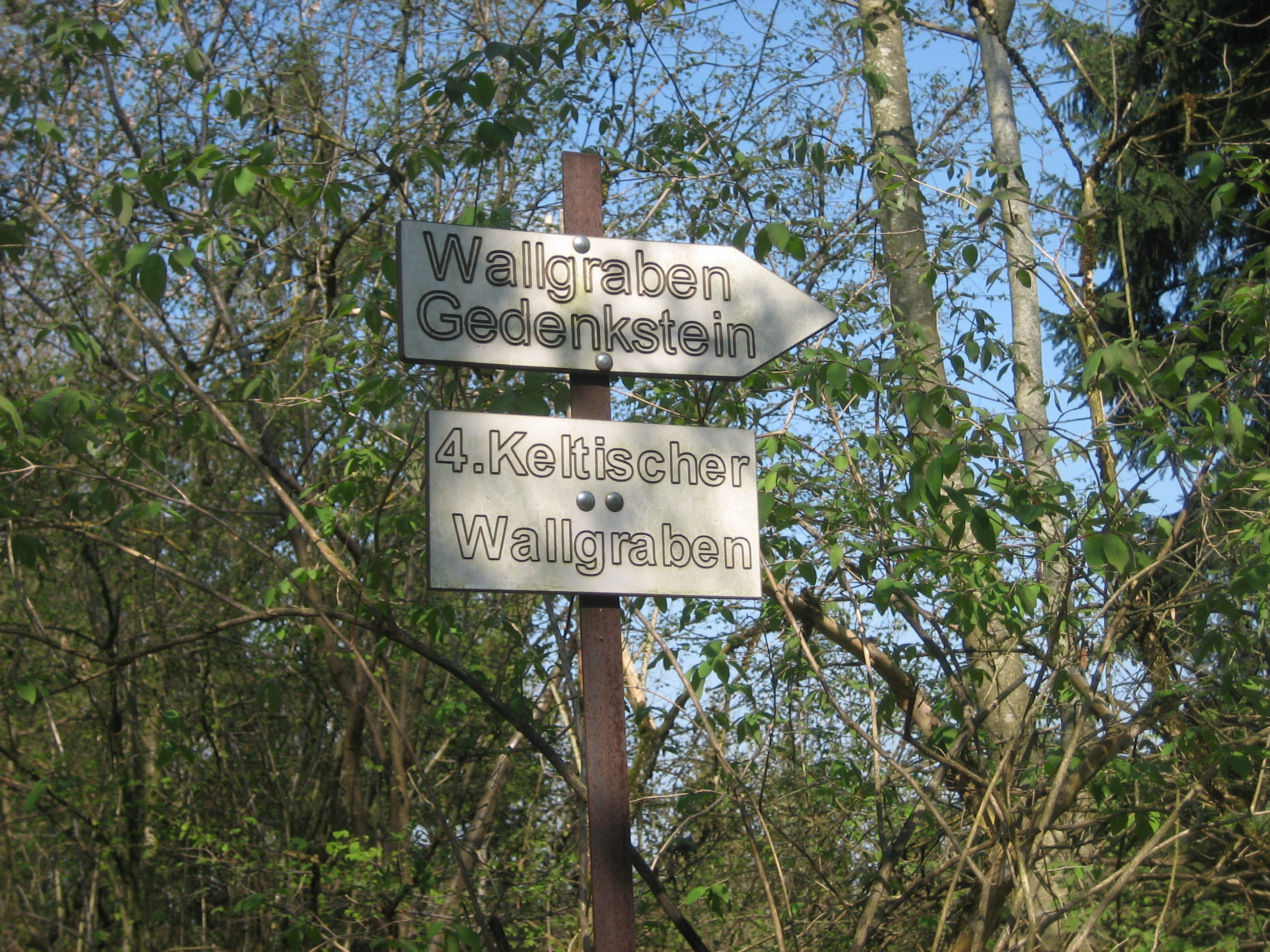
Hinweisschild zum Gedenkstein
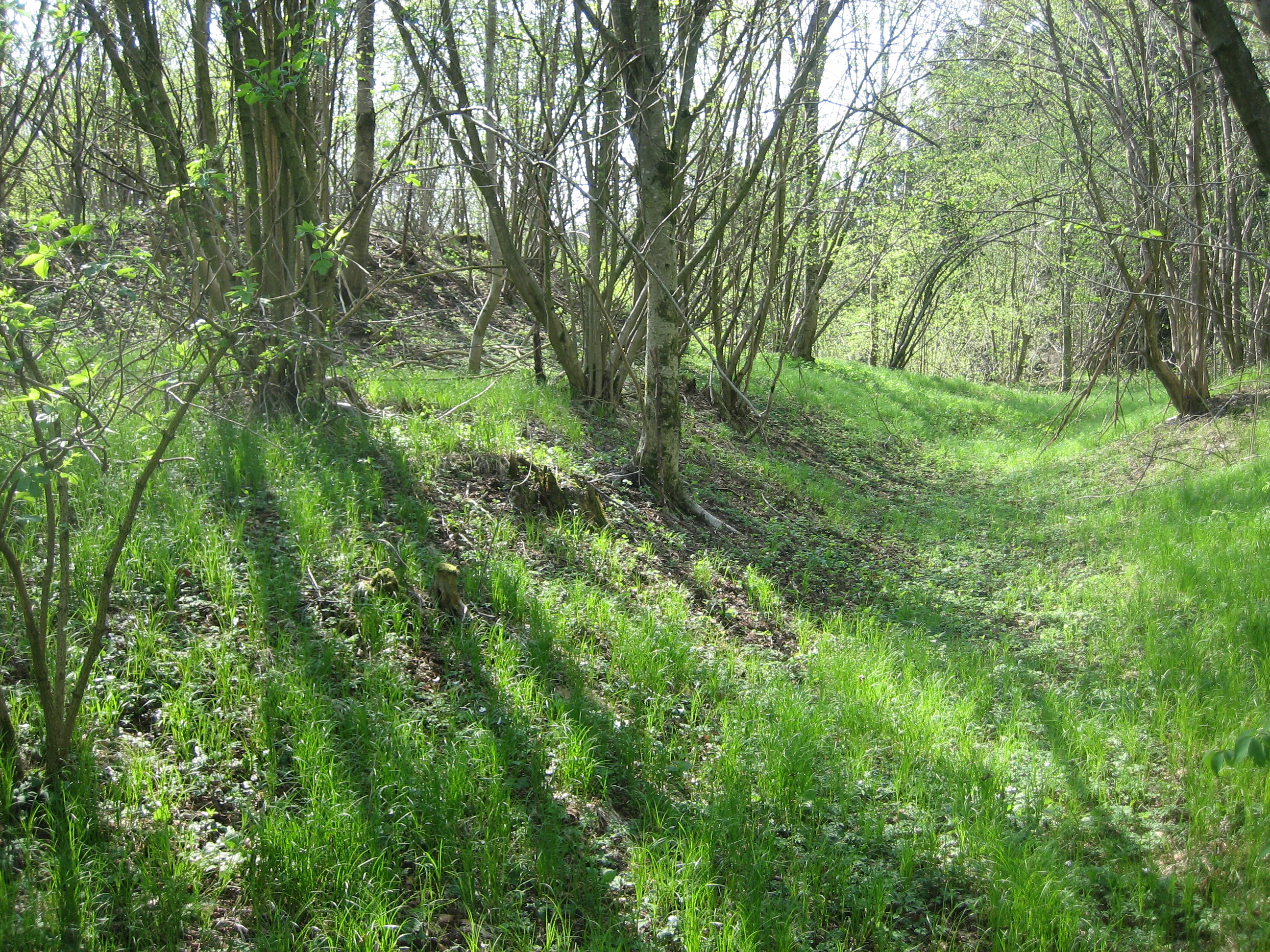
Wall mit Graben
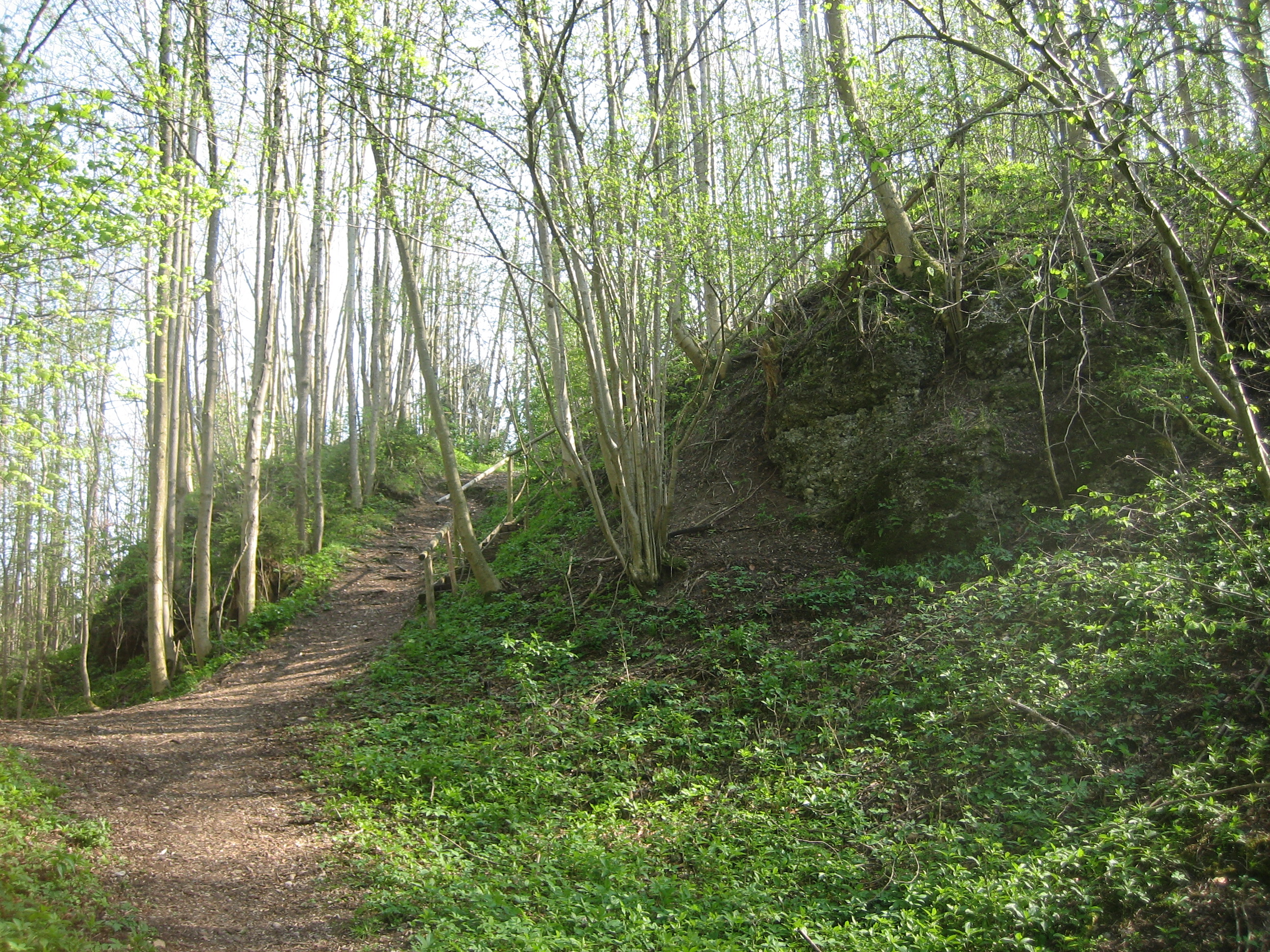
Grabeneinschnitt zum nördlichen Burgstall